# Hans von Reutlingen
Hans von Reutlingen (1492-1524) fue un orfebre y grabador de sellos alemán que nació, vivió y ejerció su oficio en la ciudad de Aquisgrán. Trabajó bajo el patrocinio de Maximiliano I, emperador del Sacro Imperio Romano Germánico y de Carlos V, emperador del Sacro Imperio Romano Germánico. El Museo Metropolitano de Arte de Nueva York conserva una de sus obras, una estatuilla dorada de un obispo.  Algunas de sus piezas también se encuentran en la catedral de Aquisgrán.
«Hans de Reutlingen, que trabajó en Aquisgrán, fue uno de los orfebres más importantes que trabajaron en el cambio del gótico al renacimiento. Su importancia se expresa en el hecho de que cortó los sellos imperiales para Maximiliano I, emperador del Sacro Imperio Romano Germánico y Carlos V, Emperador del Sacro Imperio Romano Germánico. Además de eso, diseñó numerosos objetos para uso religioso».